# 陈笑波
陈笑波（1965年11月—），江西樟树人，中华人民共和国政治人物。

## 生平
1965年11月，陈笑波出生在江西省清江县（今樟树市）。1984年，陈笑波考入华东政法学院（今华东政法大学）法律系刑侦专业学习，1988年毕业后进入江西省公安厅工作，1991年1月加入中国共产党。
1993年1月，陈笑波调到海南省公安厅出入境管理处工作。1996年，陈笑波调任琼山市东山镇党委副书记、镇长，次年5月升任党委书记，1994年4月兼任人大主席。2000年8月，陈笑波出任中共琼山市委常委、纪委书记。2003年7月，陈笑波出任中共海口市委组织部副部长，次年6月兼任市委党史研究室主任。2006年8月，陈笑波出任中共海口市秀英区委副书记、区人民政府代区长（同年12月正式任区长），2007年2月升任区委书记。2009年8月，陈笑波调任中共澄迈县委副书记、县人民政府县长。2012年8月，陈笑波调任中共屯昌县委书记。2015年1月，陈笑波调任中共文昌市委书记。2017年4月，陈笑波出任海南省纪委副书记，次年1月兼任省监察委员会副主任。

### 落马
2024年10月10日，陈笑波涉嫌严重违纪违法接受中央纪委国家监委纪律审查和监察调查。